# جورج إم. لوف
جورج إم. لوف (بالإنجليزية: George M. Love)‏ هو ضابط أمريكي، ولد في 1831 في نيويورك في الولايات المتحدة، وتوفي في 15 مارس 1887 في بوفالو في الولايات المتحدة.